# Nemanja Todorović
Nemanja Todorović (in serbo Немања Тодоровић?; Čačak, 23 aprile 1991) è un cestista serbo.